# Восточный вал

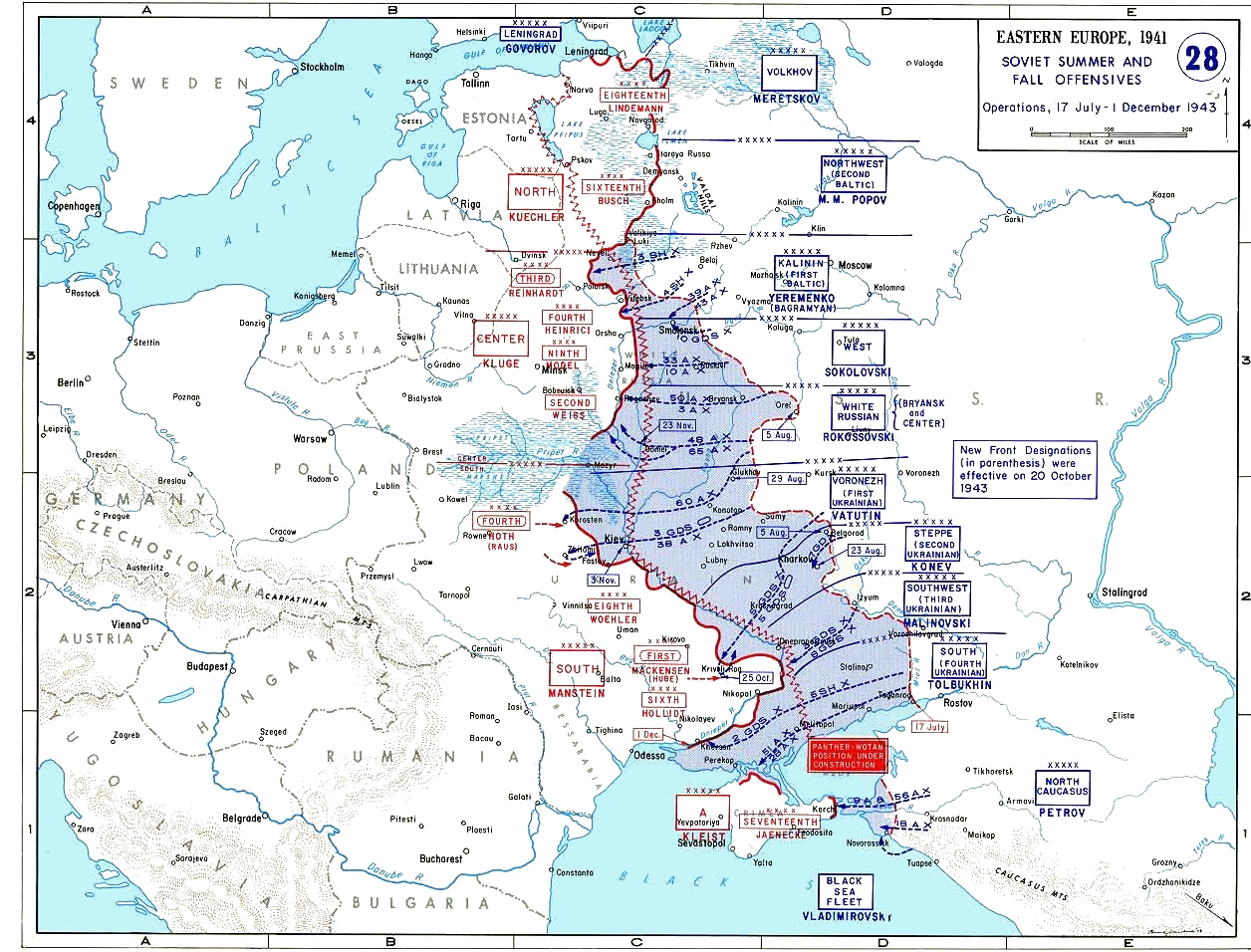
Восточный фронт в июле-декабре 1943 года. Линия Пантера — Вотан указана красным зигзагом

 Линия Пантера — Вотан (нем. Panther—Wotan) или Восточный вал (нем. Ostwall) — стратегический оборонительный рубеж германских войск, оборонительная линия, частично возведённая вермахтом осенью 1943 года на Восточном фронте во время Великой Отечественной войны.
Восточный вал был разделён на два рубежа — «Пантера» и «Вотан» — и проходил по линии: река Нарва — Псков — Витебск — Орша — река Сож — среднее течение реки Днепр (основа «Восточного вала») — река Молочная.

## Описание
Оборонительный рубеж немецких войск «Вотан» был создан на южном фронте в полосе действия группы армий «Юг» и группы армий «А». Оборонительный рубеж немецких войск «Пантера» был создан в полосе группы армий «Север» и группы армий «Центр».
По замыслу Гитлера линия должна была служить барьером, «защищающим Европу от большевизма». Южная часть от Смоленска до Чёрного моря проходила в большей части по правому берегу Днепра или его крупных притоков.
На севере укрепления были возведены примерно от Витебска и включали две полосы обороны: 1-я проходила по берегам Псковского озера, рек Великой, Псковы и Черехи, 2-я проходила по западному берегу реки Великой и реке Нарова до Балтийского моря у Нарвы. Среди средств обороны были противотанковые рвы, минные поля, проволочная сеть и пулемётные площадки.
Линия «Вотан» проходила от Азовского моря, вдоль правого берега реки Молочной до Днепровских плавней. Линия «Вотан» должна была соединяться с линией «Пантера», создавая непрерывный Восточный вал от Азовского моря до Балтийского. Он проходил по Керченскому полуострову, реке Молочной, Днепру в его среднем течении, реке Сож до Гомеля, восточнее Орши, Витебска, Невеля, Пскова и севернее Чудского озера по реке Нарве.
11 августа 1943 года был отдан приказ о немедленном строительстве «Восточного вала».

## Прорыв
24 августа 1943 года началась Битва за Днепр, в результате которой уже 15 сентября немецким командованием был отдан приказ об отступлении до Днепра. В ходе Черниговско-Полтавской операции войска Центрального, Воронежского и Степного фронтов в конце сентября вышли на рубеж реки Днепр и захватили ряд плацдармов на западном берегу. В ходе сражений в октябре 1943 года эти плацдармы были расширены, и образованы два стратегических плацдарма: в районе Киева и Кременчуга. С них началось освобождение Правобережной Украины. Таким образом, на центральном участке «Восточный вал» был прорван.
Первая попытка прорвать линию «Пантера-Вотан» на Черском направлении в конце февраля и начале марта 1944 года силами 42-й и 67-й армий Ленинградского фронта оказалась неудачной. С целью её прорыва 21 апреля 1944 года был создан 3-й Прибалтийский фронт, командующим которым стал Масленников И. И.: линия прорвана на северном участке южнее Острова 17 июля 1944 г.
23 октября 1943 года войсками 4-го Украинского фронта (бывший Южный) был взят Мелитополь, что означало прорыв Линии Вотана на юге. Силы фронта составляли 311 тыс. чел., 557 танков и 47 САУ (11, 20, 19 тк), 921 самолёт (684 исправных), из них 134 бомбардировщика (66 ночных), 337 истребителей (8-я воздушная армия)..